# Acanthomysis longispina
Acanthomysis longispina är en kräftdjursart som beskrevs av Nobuyuki Fukuoka och Murano 2002. Acanthomysis longispina ingår i släktet Acanthomysis och familjen Mysidae. Inga underarter finns listade i Catalogue of Life.